# Cognizant
Cognizant è una società multinazionale statunitense specializzata in servizi digitali, tecnologici, consulenza e gestione. La sede centrale è situata a Teaneck, New Jersey, negli Stati Uniti. Cognizant è annoverata negli indici NASDAQ-100 e S&P 500. Fondata come divisione tecnologica interna di Dun & Bradstreet nel 1994, ha iniziato a operare per clienti esterni nel 1996.
Dopo una serie di scissioni e ristrutturazioni delle società capogruppo, ha effettuato l’offerta pubblica iniziale nel 1998 ed è stata la prima società di servizi software ad essere inserita nel NASDAQ. Durante la bolla speculativa delle dot.com si è sviluppata accettando ordini di manutenzione applicativa trascurati dai grandi operatori. Gradualmente ha avviato attività di sviluppo applicazioni, integrazione di sistemi complessi e consulenza. Agli inizi del nuovo millennio Cognizant ha registrato una rapida crescita, comparendo nel 2011 nella lista Fortune 500. Nel 2015 è stata la stessa rivista Fortune a segnalarla come la quarta società di servizi IT più apprezzata al mondo.

## Storia
Cognizant nasce come Dun & Bradstreet Satyam Software (DBSS), una divisione tecnologica interna di Dun & Bradstreet, incentrata sull’implementazione di progetti IT su larga scala per le aziende Dun & Bradstreet, e inizia a proporsi a clienti esterni nel 1996.
Nel 1996 Dun & Bradstreet scorpora svariate affiliate, tra cui Erisco, IMS International, Nielsen Media Research, Pilot Software, Strategic Technologies e DBSS, trasformandole in una nuova società denominata Cognizant Corporation. Tre mesi dopo, nel 1997, DBSS viene ribattezzata Cognizant Technology Solutions. Nel luglio del 1997 Dun & Bradstreet acquista la quota del 24% di Satyam in DBSS per l’ammontare di 3,4 milioni di dollari. La sede centrale viene trasferita negli Stati Uniti e, nel marzo del 1998, Kumar Mahadeva viene nominato CEO.[11] Operando come divisione di Cognizant Corporation, la società si concentra sui progetti connessi al Millennium Bug e sullo sviluppo web.
Nel 1998 ha luogo la scissione della capogruppo, Cognizant Corporation, in due società: IMS Health e Nielsen Media Research. A seguito della ristrutturazione, Cognizant Technology Solutions diviene una filiale pubblica di IMS Health. Nel giugno del 1998 IMS Health attua una parziale cessione della società, con l’offerta pubblica iniziale di azioni Cognizant. La società raccoglie 34 milioni di dollari, una cifra inferiore a quanto i sottoscrittori di IMS Health avevano sperato, che viene accantonata per l’estinzione dei debiti e la ristrutturazione degli uffici.
Kumar Mahadeva decide di ridurre l’esposizione della società ai progetti collegati al Millennium Bug: entro il primo trimestre del 1999 i relativi introiti si abbassano al 26%, rispetto al 49% degli inizi del 1998. Ritenendo ormai saturo il mercato dei software di programmazione delle risorse (ERP) che ha raggiunto un volume d’affari di 16,6 miliardi di dollari, Mahadeva decide di astenersi da progetti di implementazione ERP su larga scala, orientandosi invece verso la gestione delle applicazioni, che nel primo trimestre del 1999 copre il 37% del fatturato di Cognizant. Nel 2002 i ricavi della società, che ha annullato l’indebitamento e messo in banca 100 milioni di dollari, si attestano a 229 milioni di dollari. Durante la bolla delle dot.com la società continua a crescere accettando progetti di manutenzione trascurati dai grandi provider di servizi IT.
Nel 2003 IMS Health vende la sua intera quota del 56% in Cognizant, istituendo una cosiddetta poison pill per evitare tentativi di scalata ostile. Kumar Mahadeva si dimette nel 2003 e viene sostituito nella funzione di CEO da Lakshmi Narayanan. Il portafoglio della società si estende gradualmente fino a comprendere tutto il panorama dei servizi IT, nonché l’outsourcing dei processi aziendali (BPO) e la consulenza aziendale. A Lakshmi Narayanan subentra nel 2006 il keniota Francisco D'Souza. Nei primi anni del nuovo millennio Cognizant sperimenta una rapida crescita, come conferma la sua presenza nella classifica stilata dalla rivista Fortune delle “100 società a più alta crescita" per dieci anni consecutivi dal 2003 al 2012.
Nel settembre del 2014 Cognizant conclude la sua transazione più importante con l’acquisizione del fornitore di servizi IT per il settore sanitario TriZetto Corp per 2,7 miliardi di dollari. Le azioni Cognizant raccolgono quasi il 3 percento nella negoziazione di pre-mercato.

### Fortune 500
| Anno | Posto |
| ---- | ----- |
| 2016 | 230   |
| 2015 | 288   |
| 2014 | 308   |
| 2013 | 352   |
| 2012 | 398   |
| 2011 | 484   |

## Acquisizioni
| Società acquisita                                                             | Paese       | Data             | Attività | Riferimento   |
| ----------------------------------------------------------------------------- | ----------- | ---------------- | --- | ------------- |
| BrilliantService                                                              | Giappone    | Marzo 2017       | Intelligent Products, Internet of things | [ 22 ]        |
| KIS Information Services (KIS)                                                | Germania    | Dicembre 2016    | Servizi IT | [ 23 ]        |
| Adaptra                                                                       | Australia   | Dicembre 2016    | Consulenza assicurativa, Gestione Progetti | [ 24 ]        |
| Nova IT                                                                       | Australia   | Dicembre 2016    | Servizi RU | [ 25 ]        |
| Mirabeau BV                                                                   | Paesi Bassi | Novembre 2016    | Digital Marketing, Customer Experience | [ 26 ]        |
| Frontica Business Solutions                                                   | Norvegia    | Ottobre 2016     | Servizi & Soluzioni IT | [ 27 ] [ 28 ] |
| Idea Couture                                                                  | Canada      | Luglio 2016      | Servizi digitali (Innovazione ed Experience Design) | [ 29 ]        |
| Heliocentric                                                                  | El Salvador | Maggio 2016      | Servizi BPO | [ 30 ]        |
| Quick Left Inc.                                                               | USA         | Maggio 2016      | App mobile e web | [ 31 ]        |
| Red Associates                                                                | Danimarca   | Aprile 2016      | Scienze umane | [ 32 ]        |
| KBACE Technologies                                                            | USA         | Gennaio 2016     | Oracle Cloud,ERP | [ 33 ]        |
| Storebrand Baltic                                                             | Lituania    | Novembre 2015    | Divisione IT lituana della norvegese Storebrand | [ 34 ]        |
| CNO Financial Group (India)                                                   | India       | Febbraio 2015    | Sviluppo Applicazioni IT | [ 35 ]        |
| Odecee                                                                        | Australia   | Novembre 2014    | Servizi IT, di consulenza e BPO |               |
| Cadient Group                                                                 | USA         | Ottobre 2014     | Servizi sanitari digitali | [ 36 ]        |
| TriZetto Corp                                                                 | USA         | Settembre 2014   | Healthcare Payer Software, Provider Revenue Cycle Software (Consulenza, Software, BPO, Hosting) | [ 37 ]        |
| itaas Interactive TV Solutions                                                | USA         | Aprile 2014      | Servizi video digitali | [ 38 ]        |
| ValueSource Technologies                                                      | India       | Ottobre 2013     | Servizi IT | [ 39 ]        |
| Equinox Consulting                                                            | Francia     | Ottobre 2013     | Società di consulenza servizi finanziari | [ 40 ]        |
| SourceNet Solutions                                                           | USA         | Maggio 2013      | BPS per Finanza & Contabilità | [ 41 ]        |
| C1 group (6 aziende)                                                          | Germania    | Dicembre 2012    | btconsult gbbb [consulenza tecnologica e processi, SAP]; C:1 Solutions GmbH [consulenza e soluzioni aziendali: SAP, BPM, ECM, ERM]; psc Management Consulting GmbH [consulenza tecnologica e processi]; C:1 SetCon GmbH [progettazione e collaudo software]; Enterprise Services AG [società svizzera specializzata in consulenza processi e IT]; C:1 Holding GmbH | [ 42 ]        |
| Medicall                                                                      | Filippine   | Novembre 2012    | Trascrizione medica | [ 43 ]        |
| Excellence Data Research                                                      | India       | Agosto 2012      | Ricerche di mercato |               |
| ING US                                                                        | USA         | Giugno 2012      | Tecnologia | [ 44 ]        |
| Zaffera                                                                       | USA         | Settembre 2011   | SAP Consulting | [ 45 ]        |
| CoreLogic India                                                               | India       | Luglio 2011      | Elaborazione ipoteche | [ 46 ]        |
| Galileo Performance                                                           | Francia     | Giugno 2010      | Consulenza per misurazione, gestione e costante ottimizzazione della performance dei servizi IT | [ 47 ]        |
| PIPC Group                                                                    | Regno Unito | Maggio 2010      | Consulenza direzionale programmi & progetti | [ 48 ]        |
| UBS India Service Center                                                      | India       | Ottobre 2009     | Outsourcing processi aziendali (BPO), ricerca industriale | [ 49 ]        |
| Pepperweed Advisors                                                           | USA         | 8 settembre 2009 | Consulenza aziendale, gestione programmi |               |
| Invensys Rail R&D India & Invensys Operations Managed R&D Center India        | India       | Luglio 2009      | Ricerca & Ingegneria Prodotto, Produzione | [ 50 ]        |
| Active Intelligence                                                           | Canada      | Febbraio 2009    | Servizi di consulenza, implementazione e supporto per Oracle Retail Merchandising, Planning and Optimization suite | [ 51 ]        |
| Strategic Vision Consulting                                                   | USA         | Giugno 2008      | Consulenza aziendale per le società dei media e d’intrattenimento |               |
| T-Systems India                                                               | Germania    | Marzo 2008       | Integrazione sistemi | [ 52 ]        |
| marketRx                                                                      | USA         | 16 novembre 2007 | Analisi e statistiche per il settore Life Sciences, KPO assistenza sanitaria |               |
| AimNet                                                                        | USA         | Settembre 2006   | Servizi infrastruttura IT | [ 53 ]        |
| Fathom Consulting                                                             | Canada      | Aprile 2005      | Servizi IT settore telecomunicazioni e automobilistico | [ 54 ]        |
| Ygyan Consulting                                                              | India       | Febbraio 2004    | SAP Consulting | [ 55 ]        |
| Infopulse                                                                     | Paesi Bassi | Dicembre 2003    | Servizi IT | [ 56 ]        |
| Aces International                                                            | USA         | Aprile 2003      | Consulenza Siebel CRM | [ 54 ]        |
| American Express Travel-related Services account from Silverline Technologies | USA         | Settembre 2002   | Servizi finanziari | [ 57 ]        |
| UnitedHealthcare Ireland Limited                                              | Irlanda     | Giugno 2002      | Servizi sanitari (affiliata UnitedHealth Group) | [ 58 ]        |

## Settori
Cognizant fornisce servizi di information technology, information security, consulenza, ITO e BPO, tra cui consulenza aziendale e tecnologica, integrazione di sistemi, sviluppo & manutenzione di applicazioni, servizi d’infrastruttura IT, analisi e statistiche, business intelligence, data warehouse, customer relationship management, gestione della catena di distribuzione, soluzioni di progettazione & produzione, enterprise resource planning, ricerca e sviluppo in outsourcing, e collaudo soluzioni.
Cognizant Digital Works — creata a supporto dei clienti nell’attuazione di rapidi processi di elaborazione, pilotaggio e adeguamento di iniziative digitali a livello aziendale — è un elemento essenziale della strategia Cognizant di aiutare i clienti a guidare il cambiamento aziendale delle loro operazioni e informatizzare le loro attività di go-to-market.

## Struttura
Come molte altre società specializzate nei servizi IT, Cognizant segue un global delivery model basato su R&S di software delocalizzata ed esternalizzazione. La società dispone di una serie di centri di sviluppo delocalizzati al di fuori degli Stati Uniti e centri di esternalizzazione dei processi negli Stati Uniti, in Europa e Sudamerica.
Nei primi anni Cognizant ha ottenuto commesse da diverse aziende americane ed europee con l’aiuto del marchio Dun & Bradstreet. L’obiettivo della dirigenza prevedeva la strutturazione della società sotto forma di provider di servizi di fascia alta ai clienti, alla pari dei sei maggiori integratori di sistemi contemporanei (Accenture, BearingPoint, Capgemini, E&Y, Deloitte e IBM), ma a prezzi inferiori.

## Sedi
Oltre alla sede centrale globale e al centro di consegna di Teaneck, New Jersey, e alla sede principale statunitense di College Station, in Texas, Cognizant dispone di altri 21 delivery center negli Stati Uniti: Bentonville, Arkansas; Bridgewater, New Jersey; Des Moines, Iowa; Holliston, Massachusetts; Minot, North Dakota; Phoenix, Arizona; Southfield, Michigan; Williston, Vermont; St. Louis, Missouri; Union, New Jersey; Sacramento, California; Charlotte, North Carolina; Oklahoma City, Oklahoma; Washington, Pennsylvania; Malvern, Pennsylvania; Naperville, Illinois; Carmel, Indiana Linthicum, Maryland e Tampa, Florida.
Globalmente la società impiega più di 255.800 collaboratori, di cui oltre 150.000 in 10 sedi in India, diverse delle quali a Chennai. Gli altri centri della società sono situati a Bangalore, Coimbatore, Gurgaon, Noida, Hyderabad, Kochi, Calcutta, Mangalore, Mumbai, e Pune. Cognizant ha delivery centers a livello locale, regionale e globale nel Regno Unito, in Ungheria, Paesi Bassi, Spagna, Cina, Filippine, Canada, Brasile, Argentina, Messico.

## Business Unit
Cognizant è strutturata in diverse unità verticali e orizzontali. Le unità verticali sono orientate a settori di mercato specifici, come i Servizi bancari & Finanziari, Sanità, Industria e Retail. Le unità orizzontali si concentrano su tecnologie o aree di processo specifiche, quali Analisi e statistiche, mobile computing, BPO e Collaudo. Sia per le unità verticali che per quelle orizzontali, sono a disposizione dei consulenti aziendali, che costituiscono il team di Cognizant Business Consulting (CBC). Cognizant è tra i principali reclutatori di diplomati MBA nel settore, che vengono coinvolti nel business development e nella relativa analisi per progetti riguardanti servizi IT.
In base ai bilanci finanziari del 2015, la maggior parte delle entrate di Cognizant proviene da clienti operanti nei settori dei Servizi finanziari (40,3%) e della Sanità (29,5%). Tra le altre principali fonti di reddito si annoverano le aziende operanti nei settori Produzione, Retail & Logistica (18,9%) e Comunicazioni, Informazione, Media & Intrattenimento e Tecnologia (11,3%). Su base geografica, gran parte del fatturato viene realizzato in Nord America (78,6%) ed Europa (16,2%).

## Eventi
La principale conferenza della società per i clienti è Cognizant Community, che si tiene annualmente negli Stati Uniti, in Europa, Australia e Asia (Singapore, India e Giappone). La manifestazione, che annovera tra i principali relatori note personalità del mondo degli affari, della tecnologia, dell’economia e persino degli sport d’avventura, è stato elogiato come “evento modello per il settore”.

## Finanza
Cognizant è stata quotata nel NASDAQ nel 1998 e inserita nell’indice NASDAQ-100 nel 2004. Dopo la chiusura delle contrattazioni del 16 novembre 2006, Cognizant è passata dall’indice S&P 400, riservato alle imprese a media capitalizzazione, a S&P 500. La società ha quotato oltre 2,6 miliardi di dollari in contanti e investimenti a breve termine per il trimestre conclusosi il 30 settembre 2012. L’utile netto per il 2014 si è attestato a 1,44 miliardi di dollari rispetto a 1,23 miliardi di dollari nel 2013, con un incremento del 11,9 percento nel quarto trimestre pari a 363 milioni di dollari.

## Responsabilità sociale e ambientale
Le iniziative filantropiche e di responsabilità sociale d’impresa (CSR) di Cognizant vengono condotte dai collaboratori della Società supportando in ambito finanziario e amministrativo la Cognizant Foundation. La fondazione, registrata nel marzo 2005 come "organizzazione di beneficenza" ai sensi dell’Indian Companies Act, si propone di assistere "i membri della società svantaggiati ad ottenere l’accesso a istruzione e servizi sanitari di qualità, mediante supporto finanziario e tecnico, progettando e implementando programmi di miglioramento dell’istruzione e della sanità e collaborando con enti non governativi (ONG), istituti educativi, istituzioni sanitarie, enti governativi e aziende".
Cognizant ha istituito un progetto di responsabilità sociale d’impresa chiamato Outreach, con cui i collaboratori Cognizant svolgono volontariato a supporto di scuole e orfanotrofi.
In occasione della Maker Faire del 2011, la Società ha annunciato un progetto per la Fondazione di un “Maker Space” presso la Hall of Science di New York, un programma di laboratori dopo scuola, “Making the Future”, e una collaborazione con Citizen Schools per la promozione dell’istruzione STEM negli Stati Uniti.
Nel 2012 la Cognizant Foundation ha effettuato una donazione a favore di Vidnyanvahini, un’organizzazione no-profit con sede a Pune in India per il suo Laboratorio Scientifico Mobile (MSL).
L’impegno di Cognizant nell’ambito della sostenibilità prevede, tra le altre, l’iniziativa “Go Green” lanciata nel 2008 e incentrata su risparmio energetico, riciclaggio e gestione dei rifiuti responsabile. Nell’ottobre del 2012 Cognizant ha ottenuto il 50º posto tra le 500 principali società americane quotate in borsa nella classifica “Green Rankings” [84] della rivista Newsweek.

## Altro
- Il 24 giugno 2015 la Società ha firmato un contratto multimilionario con Escorts Group in India per la trasformazione digitale e la modernizzazione delle operazioni del gruppo in tutti i settori di attività.[70]
- Il 30 giugno 2015 la Società ha avviato una collaborazione con la catena di supermercati di Singapore NTUC FairPrice per la trasformazione digitale delle operazioni e una conforme ottimizzazione e personalizzazione dei servizi ai clienti su canali multipli.[71]
- Il 7 Gennaio 2021 viene annunciato un accordo di sponsorizzazione con l'Aston Martin F1 Team: la Cognizant diventa title sponsor del team, ufficialmente iscritto al campionato mondiale di Formula 1 2021 come Aston Martin Cognizant Formula One Team.[72]